# Фонтан Тритона
Фонтан Тритона (итал. Fontana del Tritone) — фонтан в Риме, созданный выдающимся скульптором и архитектором римского барокко Джованни Лоренцо Бернини.

## Расположение и описание

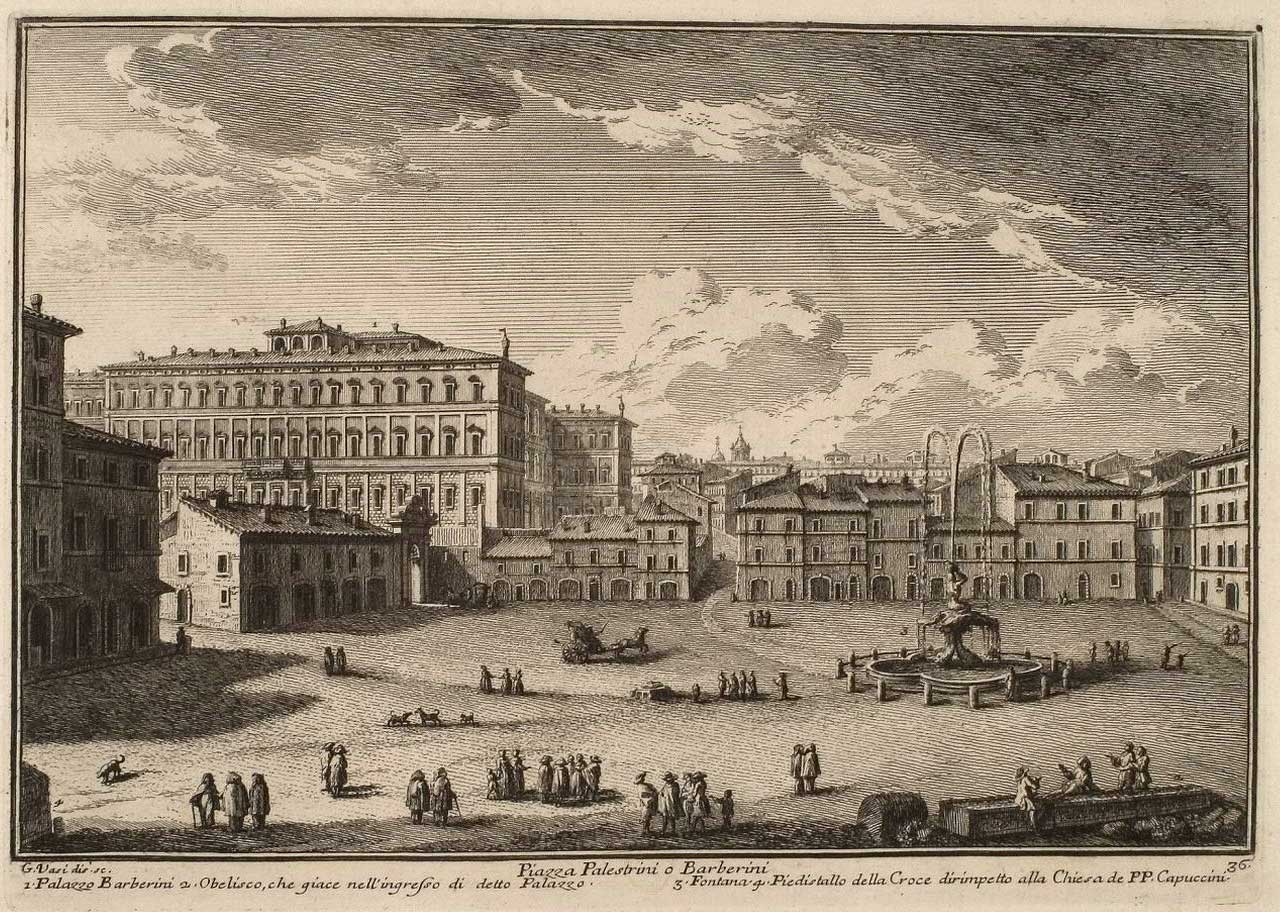
Пьяцца Барберини (Палестрини) c фонтаном. Гравюра 1752 года

Этот фонтан расположен на Площади Барберини, недалеко от Палаццо Барберини. Фонтан был спроектирован и сооружён в 1642 году по заказу папы римского Урбана VIII (Барберини) вскоре после завершения строительства его дворца. Материал, из которого построен фонтан - травертин, широко использовавшийся древними римлянами при строительстве.
Постамент фонтана образуют четыре дельфина, на кончиках хвостов которых располагается огромная раковина. На раскрытых створках этой раковины находится статуя Тритона, сына бога морей Посейдона. Тритон выдувает из раковины струю воды, которая наполняет чашу фонтана. Между дельфинами расположен герб папы Урбана VIII.
На этой же площади находится другая работа Бернини — фонтан Пчёл.